# Massdefekt
Massdefekt är skillnaden mellan atomkärnans massa och summan av atomkärnans beståndsdelars massa i fritt tillstånd. Den svenska termen är något missvisande, då det inte är fråga om någon "defekt" (fel) utan en skillnad mellan olika atomkärnors massor – en bättre översättning från den engelska "mass excess" kunde vara överloppsmassa eller masskillnad. Atomkärnan har en mindre massa än den sammanlagda massan av dessa beståndsdelar. Det är denna skillnad i massa som utgör atomens bindningsenergi och är den energi som behöver tillföras vid delning av atomen. Massdefekten är ekvivalent med bindningsenergin enligt:
{\displaystyle E_{B}=\Delta mc^{2}\,\!}
där {\displaystyle E_{B}} är bindningsenergin, {\displaystyle \Delta m} är massdefekten och {\displaystyle c} är ljushastigheten.